# Pogrom w Tuczynie
Pogrom w Tuczynie – pogrom Żydów dokonany w nocy z 6 na 7 lipca 1941 roku przez Ukraińców w miasteczku Tuczyn na Wołyniu.

## Przed pogromem
Tuczyn był miasteczkiem zamieszkiwanym głównie przez ludność żydowską; w połowie 1941 roku szacunkowa liczba Żydów w miejscowości wynosiła około 2,6 tysiąca. Pozostali mieszkańcy to Polacy, Ukraińcy i nieliczni Rosjanie.
Po inwazji III Rzeszy na ZSRR pierwsze oddziały niemieckie przechodziły przez Tuczyn około 3–4 lipca 1941, jednak początek niemieckiej okupacji datuje się na 6 lipca 1941. Ukraińcy przygotowali na wkroczenie Niemców bramę powitalną ze swastyką i tryzubem oraz napisem Heil Hitler, niech żyje Niepodległa Ukraina; do udziału w budowie bramy zmuszono ludność żydowską.
Próżnię, która powstała pomiędzy wycofaniem się Sowietów a przybyciem Niemców, wykorzystała miejscowa siatka Organizacji Ukraińskich Nacjonalistów, przejmując władzę w miasteczku i tworząc własną milicję. Okres ten został zapamiętany przez Żydów z Tuczyna jako czas nasilonych grabieży żydowskich domów i sklepów przez ludność ukraińską. Ukraińska młodzież włóczyła się po ulicach wznosząc antysowieckie, antysemickie i antypolskie okrzyki, m.in. Śmierć Lachom, śmierć moskiewsko-żydowskiej komunie.

## Przebieg pogromu
W nocy z 6 na 7 lipca 1941 roku (z niedzieli na poniedziałek) grupa Ukraińców uzbrojonych w siekiery, noże, pałki, łopaty, metalowe pręty i deski nabijane gwoździami przeszła przez południową część Tuczyna zamieszkaną przez Żydów, wdzierając się do wybranych żydowskich domów i atakując napotkane osoby. Napastnicy byli prawdopodobnie pijani. Według Władysława i Ewy Siemaszków ofiarom wykłuwano oczy, ucinano języki, darto im gwoździami ciało i ćwiartowano je.

### Liczba ofiar
Encyklopedie Encyclopedia of Camps and Ghettos i Холокост на территории СССР podają liczbę 60–70 zabitych w pogromie w Tuczynie. Według Siemaszków zginęło 60 osób, a dodatkowe 10 osób zmarło później wskutek odniesionych obrażeń. Jared McBride ustalił, że bezpośrednio po pogromie (7 lipca) było co najmniej 25 zabitych osób, a rannych było kilkadziesiąt. Autor ten nie wykluczył jednak szacunkowej górnej liczby ofiar śmiertelnych (60).

## Sprawcy
Według ustaleń Jareda McBride'a, sprawców pogromu było najprawdopodobniej od 5 do 7. Żydzi z Tuczyna, którzy przeżyli Holokaust, najczęściej wśród nich wymieniali braci Hrycaków (prawdopodobnie Stepan i Demjan), Afanasija Trofymczuka, Prokipa Poliszczuka oraz mężczyzn o nazwisku Ostamenko i Prokopczuk (prawdopodobnie Dmytro). Stepan Hrycak był w tym czasie członkiem milicji OUN; później był „prokuratorem” w UPA. Afanasij Trofymczuk był osobą znaną z poglądów nacjonalistycznych, jednak brak dowodów, by udzielał się organizacyjnie w OUN-UPA. Prokip Poliszczuk, według relacji świadków był jednym z organizatorów milicji OUN, podobnie jak jego brat Maksym, który również mógł być uczestnikiem pogromu. Obaj w latach 1944-45 byli przywódcami miejscowych oddziałów UPA. Prokopczuk i Ostamenko prawdopodobnie również byli członkami milicji OUN.
W pamięci ocalałych z pogromu zapisał się także ukraiński lekarz Wasyl Humeniuk, który odmawiał pomocy rannym. Zapamiętano jego antysemickie wypowiedzi, m.in. o tym, że Tuczyn trzeba oczyścić z Żydów, żeby więcej nie zatruwali powietrza. Zdaniem McBride'a Humeniuk mógł otrzymać od ukraińskiej administracji Tuczyna polecenie wstrzymania się od udzielania pomocy rannym. Sam Humeniuk w powojennym procesie przed sowieckim sądem zaprzeczał, że otrzymał takie polecenie, utrzymywał też, że udzielał pomocy rannym.
Brak jest dowodów na udział Niemców w pogromie. Jedynie jeden z żydowskich świadków zeznał, że kilku żołnierzy niemieckich było obecnych w Tuczynie w czasie pogromu; jednocześnie świadek ten jako organizatorów ataku wskazał wyłącznie Ukraińców. Inni żydowscy świadkowie całkowicie wykluczali obecność Niemców podczas pogromu.

## Po pogromie
Ranni w pogromie znaleźli pomoc u polskiego lekarza o nazwisku Bortnowski i jego rosyjskiej pielęgniarki.
Ukraińska administracja nakazała Żydom pochowanie zabitych „w ciągu dwóch godzin” i zachowywanie milczenia o tym, co się wydarzyło. Ofiary zostały pochowane na cmentarzu w zbiorowej mogile.
Encyclopedia of Camps and Ghettos podaje, że już dzień po pogromie Niemcy (SiPo oraz SD) aresztowali i rozstrzelali w Tuczynie, na podstawie listy proskrypcyjnej dostarczonej przez Ukraińców, 20 Żydów i 5 Ukraińców uznanych za sowieckich działaczy i komunistów. Według innych źródeł odbyło się to dopiero w połowie lipca, a listę proskrypcyjną dostarczyła Niemcom ukraińska administracja Tuczyna, na czele której stał Hryhorij Szczerbaniuk.